# Лесовка (Харьковская область)
Лесовка (укр. Лесівка) — село, 
Аполлоновский сельский совет,
Сахновщинский район,
Харьковская область.
Код КОАТУУ — 6324880503. Население по переписи 2001 года составляет 17 (7/10 м/ж) человек.

## Географическое положение
Село Лесовка находится на правом берегу реки Орелька,
выше по течению на расстоянии в 2 км расположено село Старовладимировка,
ниже по течению на расстоянии в 1 км расположено село Червоная Долина,
на противоположном берегу — село Александровка Первая (Лозовский район).
Рядом проходит автомобильная дорога Т-2109.

## История
- 1890 — дата основания.